# Thomas Agergaard
Thomas Agergaard (* 23. Juni 1962 in Fensmark) ist ein dänischer Jazzmusiker (Tenorsaxophon, Komposition).

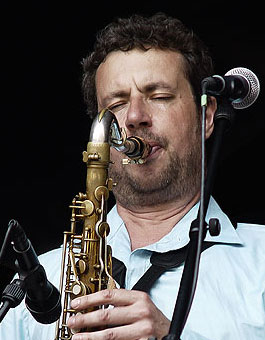
Thomas Agergaard

## Leben und Wirken
Agergaard, der durch die Plattensammlung seines Cousins an den Jazz herangeführt wurde, begann bereits als Kind zu komponieren. Er erhielt Privatunterricht auf dem Saxophon, ist aber als Komponist Autodidakt. Mehrfach arbeitete er mit Tanzkompanien zusammen. 2002 leitete er die Vorgruppe, die bei Konzerten in Dänemark vor dem Jazzpar-Preisträger auftraten; im Folgejahr fungierte er als der musikalische Leiter des Jazzpar-Oktetts von Andrew Hill. Gemeinsam mit Tobias van der Pals und Morten Mogensen produzierte er zudem die erste CD mit Werken des dänischen Komponisten Leopold van der Pals.
Seine Liste seiner Kompositionen umfasst Bläserquintette, Klaviermusik und Musik für Jazzgruppen und für Kammerorchester; hinzu kommen Multimedia-Installationen und Kompositionen für den Film. Stilistisch bewegt er sich dabei in der Spannbreite von Elektronik über Bigband-Musik bis hin zu moderner klassischer Musik.
Agergaard erhielt den DJBFA Ehrenpreis 2001; auch erhielt er 2002 ein Stipendium des dänischen Nationalen Kunstfonds für drei Jahre.

## Diskographische Hinweise
- Rounds (Olufsen Records 1992, mit Carsten Dahl, Lennart Ginman, Thomas Blachman)
- Testing 1-2-3-4 (ManRec/Verve/April 1998/2005/2020, mit Carsten Dahl, Lennart Ginman, Thomas Blachman)
- Poul Borum, Thomas Hass, Thomas Agergaard Poetry Department (ExLibris 2002)
- Thomas Agergaard: Little Machine (Stunt 2002, mit Géraldine Keller, Peter Fuglsang, Klaus Löhrer, Hank Roberts, Krister Jonsson, Miroslav Vitouš, Jim Black)[2]
- Hans Christian Andersen/Thomas Agergaard Die Schneekönigin (Deutsche Grammophon Junior 2003)[3]
- The All Ear Trio, Sirone Boiler (Ninth World Music 2007, mit John Tchicai, Peter Ole Jørgensen)
- Growth (TimeSpan Records 2009)
- Thomas Agergaard, Marilyn Mazur, Klavs Hovman + Reed5 (Timespan Records 2013)
- Kathrine Windfeld Big Band Plays Thomas Agergaard: Black Swan (Storyville Records 2018)